# Цяньлун
Айсиньгьоро Хунли (кит. трад. 愛新覺羅 弘曆;  25 сентября 1711 — 7 февраля 1799) — пятый император Империи Цин, правивший с 8 октября 1735 года до 1 февраля 1796 года, период правления которого ознаменовал собой эпоху наивысшего расцвета империи. В течение 59 лет (1736 — 1795) правил под девизом «Цяньлун» (кит. 乾隆, пиньинь qiánlóng, буквально: «непоколебимое и славное»). Четвёртый сын Айсиньгьоро Иньчжэня, правившего под девизом «Юнчжэн». Полководец.

## Биография

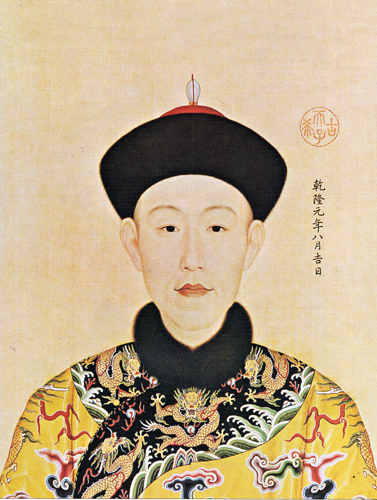
Цяньлун в юности

Хунли взошёл на престол в 1735 году, после того, как на пятьдесят седьмом году жизни при странных обстоятельствах неожиданно скончался его отец Иньчжэнь (поговаривали, что он был отравлен). Новый богдохан получил классическое китайское образование, и во всём стремился подражать своему деду Сюанье, то есть претендовал на роль ревностного конфуцианца, на славу образцового правителя и великого завоевателя. Также, как Сюанье и Иньчжэнь, он до конца 1770-х годов не только занимал трон, но и самостоятельно управлял империей, вникая во все дела.

### Внутренняя политика
В первые же годы своего царствования Хунли столкнулся с ослаблением непосредственной опоры династии — военного сословия «знамённых» маньчжуров. Продолжалось постепенное обезземеливание и разорение солдат и младших офицеров «знамённых» войск. Последние в основном не имели возможности или не хотели приобретать у казны выкупавшиеся ею с 1729 года у частных владельцев свои прежние земли. В связи с этим Хунли в 1753 году передал эти участки в ведение соответствующих «знамённых» управлений для их обработки, получения арендной платы и оброков. Эти натуральные и денежные доходы использовались управлениями для поддержания разорившихся «знамённых» своего «знамени». Но это не смогло остановить нараставшее разорение военного сословия.
Стремясь восстановить былое экономическое положение сословия «знамённых», Хунли в 1737 году постановил создать для разорённых солдат и офицеров новые земледельческие «знамённые» поселения в Южной Маньчжурии, переселив туда из Пекина несколько тысяч маньчжурских семей. В 1744 году казна произвела очередной выкуп проданных и заложенных «знамённых» земель. Выкупая проданные и заложенные «знамённые» земли, правительство восстанавливало позиции казённого землевладения, общие размеры которого постепенно росли. Крупнейшим землевладельцем здесь был сам император, в чьих руках к середине XVIII века находилось более 700 поместий.
Хунли крайне беспокоило размывание «знамённого» землевладения и на «священной родине» маньчжуров. Несмотря на «закрытие» Маньчжурии и политику сохранения её для «знамённых», постепенное переселение китайцев за Великую стену продолжалось. Пытаясь остановить этот процесс, Хунли указом 1740 года запретил китайскую колонизацию Ляодуна, а эдиктом 1762 года — Нингуты. В 1776 году провинция Гирин и земли Хэйлунцзяна также были объявлены «запретной зоной». Тем самым вся Маньчжурия повторно «закрывалась» для китайских переселенцев. Однако и новый запрет оказался малоэффективным. К тому же, само правительство делало ряд отступлений. Так, в связи со стихийными бедствиями и голодом в Северном Китае, в 1748 году было временно разрешено переселение в Маньчжурию. Кроме того, запрет не распространялся на купцов, мелких торговцев и ремесленников.
Продолжая линию Сюанье на проведение административно-налоговых преобразований, Хунли осуществил реформу системы учёта населения. До налоговой реформы Сюанье миллионы людей, чтобы избежать обложения подушным налогом, укрывались от учёта и не числились в подворных списках и налоговых реестрах. До 1741-42 годов учитывалось лишь взрослое мужское население от 16 до 60 лет; в итоге множество жителей Китая оставалось вне учёта. С 1741-42 годов учёт населения стал проводиться на базе системы баоцзя («круговой поруки»), то есть с фиксацией не только работоспособного, а всего населения. До 1773 года перепись проводили специальные чиновники, причём с большими огрехами и пропусками. С 1773 года регистрация населения стала осуществляться через систему баоцзя, то есть подачу сведений главами десятидворок и стодворок. В реестры стала включаться и та часть неханьских народностей, которая была охвачена системой баоцзя. Учётная реформа Хунли способствовала завершению налоговой реформы Сюанье-Иньчжэня. В списки и реестры включалось население, ранее не регистрировавшееся как по своей воле, так и по воле властей. В итоге число учтённых поднялось со 143 миллионов в 1741 году до 313 миллионов в 1795 году. С 1661 по 1766 год площадь пахотной земли, учтённой в земельных кадастрах, увеличилась примерно с 5,5 миллионов до более 7,8 миллионов цинов; в то же время площадь обрабатываемой земли на душу населения за этот период сократилась с более чем 5,2 до 3,8 му. Это привело к заметному росту социальной напряжённости.

### Восстания национальных меньшинств
Произвольное завышение налоговых ставок послужило причиной восстания мяо в 1735 году в восточных районах Гуйчжоу. Повстанцы захватили ряд округов и уездов. Против них были брошены войска из провинций Сычуань, Юньнань, Хубэй, Хунань, Гуандун и Гуанси, однако все они потерпели поражение. На невосставшую часть мяо обрушились репрессии. Среди казнённых было более тридцати старшин, изъявивших покорность. Однако это не только не запугало мяо, но и усилило их сопротивление. В 1736 году подавление восстания было поручено чрезвычайному уполномоченному указанных провинций Чжан Гуансы. Обещаниями и угрозами он склонил к покорности часть повстанцев, а против оставшихся бросил карательные войска. По восьми направлениям они двинулись в горы, предавая всё огню и мечу. Каратели истребили 10 тысяч человек, более 400 тысяч погибли от голода и холода в горах. Затем палач Чжан Гуансы приказал расправиться с теми, кто ранее поддался на его уговоры и прекратил борьбу. В этой акции было уничтожено до 16 тысяч человек и сожжено 1224 селения. Тем не менее, мяо продолжали сражаться. Они отступили в западные районы Хунани и сопротивлялись вплоть до 1739 года. Новое восстание мяо вспыхнуло в 1740 году в пограничных районах провинций Хунань и Гуанси. Здесь к ним примкнули народности яо и дун. Чжан Гуансы во главе 13-тысячной армии потопил в крови основные очаги сопротивления. Остальное довершили отряды сельской милиции и «добровольцев», набранных местными чиновниками, помещиками и шэньши из числа китайских пауперов и люмпенов. Опасаясь вновь спровоцировать мяо на борьбу, цинские власти освободили их от налогов и восстановили в Гуйчжоу традиционное судопроизводство.
В 1740-х годах Хунли продолжал «второе маньчжурское завоевание» неханьских территорий Юго-Запада. В 1747 году чрезвычайный уполномоченный Чжан Гуансы получил приказ покорить тибетские племена тубо в одном из западных районов провинции Сычуань — Дацзиньчуане. Тубо героически сражались, а их вождь Солопан (Солобэнь) упорно отбивал все цинские атаки на его крепость. Чжан Гуансы потерпел ряд поражений, попал в плен к тубо и был казнён. В 1749 году войска под командованием Юэ Чжунци вновь двинулись на покорение Дацзиньчуаня. Солобэнь вынужден был сложить оружие, но другие племена тубо продолжали оказывать упорное сопротивление завоевателям вплоть до середины 1760-х.

### Завоевание Тибета

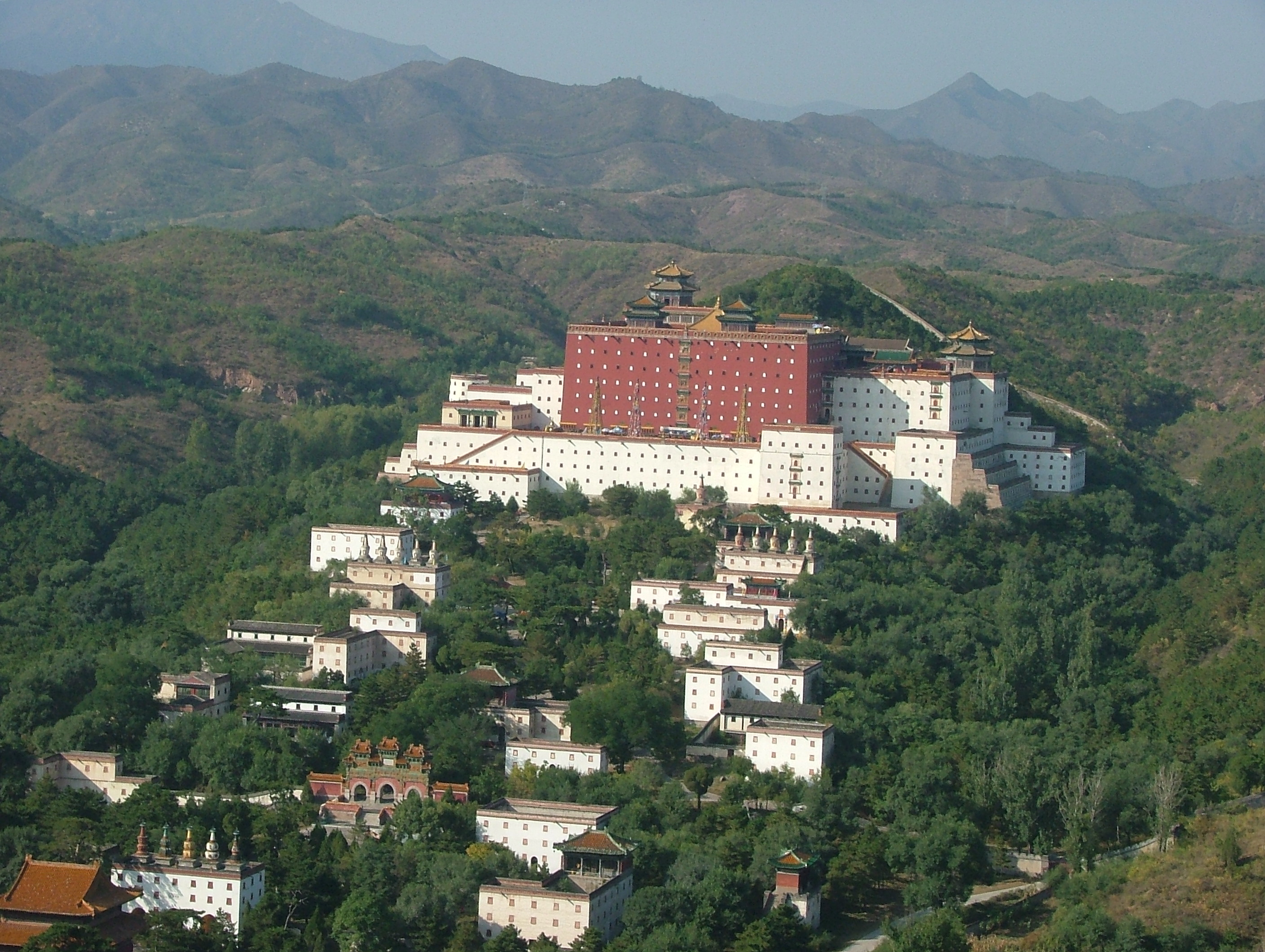
Путоцзунчэн — построенная по приказу Цяньлуна копия лхасской Поталы в городе Чэндэ.

Выход из послевоенной разрухи, укрепление маньчжурского господства в Китае, подчинение Халхи и успехи покорения Юго-Западного Китая позволили Хунли перейти к завоеванию стран, лежавших на запад от Цинской империи: Тибета (1750—1751), Джунгарии (1755—1757) и Кашгарии (1757—1759). Эта «вторая волна» маньчжурских завоеваний середины XVIII века велась силами «знамённых» войск, китайской пехоты и монгольской конницы. Завоевания Хунли облегчались тем, что Джунгария и Кашгария, раздираемые внутренними распрями, и Тибет, высшие иерархи которого были связаны с цинскими императорами отношениями «наставник — покровитель», не могли объединиться для отпора общему врагу.
Внутренние события в Тибете способствовали усилению влияния маньчжуров. Умершему Полханнэю в 1747 году наследовал его сын Гьюрмэд-Намгьял (Чжурмэ-Намчжэ). Стремясь освободиться от маньчжурского контроля, он задумал вооружённое выступление, стал собирать войска якобы для борьбы с ойратами и установил связь с джунгарскими князьями. В 1750 году маньчжурские наместники убили Гьюрмэд-Намгьяла. Это привело к народному восстанию в Лхасе и расправе над маньчжурами. В ответ Хунли организовал третий поход цинских войск на Тибет. В 1751 году, стремясь ещё больше разобщить страну, он передал управление ею уже не двум лицам, а четырём министрам-правителям, подчинив их Далай-ламе. Ханские и княжеские титулы упразднялись. По всем важным делам министры-правители должны были советоваться с наместниками; права последних расширились, а цинский гарнизон в Лхасе был увеличен. Всякие связи с Джунгарским ханством запрещались. Влияние империи Цин на Тибет достигло максимума, хотя он и не стал её составной частью.

### Завоевание Джунгарии
Хунли вынашивал планы завоевания Джунгарии. Цинская дипломатия искусно вела дело к ослаблению и внутреннему развалу Ойратского ханства. Пекинский двор умело поощрял здесь внутренние междоусобицы, сепаратизм ханов, способствовал затягиванию кровавой борьбы за ханский престол. Сея рознь среди князей, Хунли вынуждал одних искать его поддержки, других — его посредничества или нейтралитета. Начавшаяся с 1745 года почти семилетняя полоса яростной борьбы за престол, заговоров, переворотов, раскола на враждующие лагеря и междоусобной войны создала идеальные условия для сложных интриг цинской дипломатии. Уже к середине 1750-х годов Хунли крайне преуспел в деле ослабления центральной власти в Джунгарии и внутреннего разложения Ойратского государства. После прихода в 1752 году к власти хана Даваци (Дабачи) вновь разгорелась борьба между ним и очередным претендентом — главой племени хойтов Амурсаной, его недавним союзником. Потерпев поражение, Амурсана в 1754 году бежал в Китай, принял цинское подданство и просил помощи у Хунли. Получив предлог для вторжения, тот послал в район Или большую цинскую армию. Амурсана командовал авангардом одной из двух её колонн.
Вторгнувшись в 1755 году в Джунгарию, цинская армия в течение нескольких месяцев оккупировала её. Перегрызшиеся между собой ойратские князья не смогли ни объединиться перед общим врагом, ни дать ему отпор. Побеждённый Даваци в 1755 году был свергнут. Используя эту победу, Хунли ликвидировал единовластие и ханский престол в Джунгарии, рассыпав некогда могущественное государство на четыре отдельных княжества, подчинённых непосредственно Пекину. Такая децентрализация на основе родо-племенной розни ослабила ойратов. Это, и оставленный в Или отряд Баньди, сделали Хунли вершителем судеб Джунгарии. Вместо престола Амурсана получил титул и должность, означавшие его подчинение Цинской империи. Обманутый в своих ожиданиях, он вошёл в соглашение с рядом ойратских и халхаских военачальников. Осенью 1755 года Амурсана поднял восстание против иноземных сил, призвав ойратов к объединению. Повстанцы разгромили отряд Баньди. Однако часть князей переметнулась к маньчжурам, а другая — сохранила нейтралитет. Большая цинская армия вторглась в Или в 1756 году, и Амурсана бежал к казахам. Цинские войска по приказу Хунли приступили к поголовному истреблению ойратского населения, в результате чего к повстанцам примкнули многие князья. Возвратившийся на родину Амурсана возобновил борьбу с захватчиками. Во время борьбы с Джунгарским ханством цинские войска в 1755—1758 годах неоднократно вторгались на Алтай, что положило начало присоединению Горного Алтая к России. В эти же годы цинские войска совершали походы в Казахстан. В результате на российскую территорию перешло много ойратских и алтайских беженцев.
Параллельно с борьбой ойратов за свою независимость, население Северной Монголии искало выход из тяжелейшего положения, созданного цинским господством. В разорённой Халхе не только доведённые до предела араты, но и быстро терявшие свои доходы ханы и князья втягивались в антиманьчжурское движение. Росло стремление к добровольному переходу в русское подданство. Князья во главе с Богдо-гэгэном II начали тайные переговоры с русскими князьями о переходе Халхи под руку императрицы Елизаветы. Героическая борьба ойратов будоражила халхаских монголов. Летом 1756 года в западной части Халхи вспыхнуло крупное антиманьчжурское восстание. Его возглавил князь хотогойтов Чингунжав. Конница повстанцев действовала у самых границ Джунгарии, помогая ойратам в борьбе против их общего врага — маньчжуров. Чингунжав поддерживал связь с Амурсаной, предлагавшим объединить силы. Крайне опасаясь единения халхаских монголов и ойратов, Хунли привлёк на свою сторону князей Халхи. Ламаистская церковь призвала к прекращению борьбы. Чингунжав, не получивший поддержки, в 1757 году был разбит и казнён, однако лишь в 1758 году цинским властям при помощи князей и лам удалось погасить пламя восстания и расправиться с непокорными. В затихшей Халхе по приказу Хунли все опасные и подозрительные монгольские феодалы были казнены, тайно отравлены или отстранены от власти.
К этому времени маньчжуры сконцентрировали в Джунгарии крупные силы под командованием Чжао Хуэя, в 1757 году победившего повстанцев в сражении под Урумчи. Мощная цинская армия, пришедшая из империи, продвигалась по Джунгарии, предавая всё живое огню и мечу. Тем не менее, сопротивление ойратов продолжалось, и в него включились остальные князья. После очередного поражения Амурсана бежал на территорию России, где умер от тифа. Вслед за этим в том же 1757 году восстание ойратов было потоплено в крови, Джунгарское ханство было уничтожено. Хунли отдал приказ цинским войскам поголовно истребить ойратское население. Из общей его численности в 600 тысяч человек 85 % были перебиты, умерли от голода или оспы, и 5 % (30-40 тысяч) бежали в пределы России, под пятой завоевателей остались лишь 10 %. опустевший край был разбит на три округа — Или, Урумчи и Тарбагатай — и отдан под власть наместника. Здесь стали создаваться города с цинскими гарнизонами и управами.

### Завоевание Кашгарии
В Кашгарии (Восточный Туркестан) существовало теократическое уйгурское государство. Его раздирали религиозные распри между двумя основными течениями местного мусульманского духовенства — «белогорскими» и «черногорскими» ходжами, а также между правителями городов (хаким-беки) и ханской властью. Последняя боролась за централизацию страны, а хаким-бекам была выгодна её раздроблённость. Борющиеся стороны часто опирались на внешние силы, что облегчало подготовляемое Хунли завоевание этого края. 

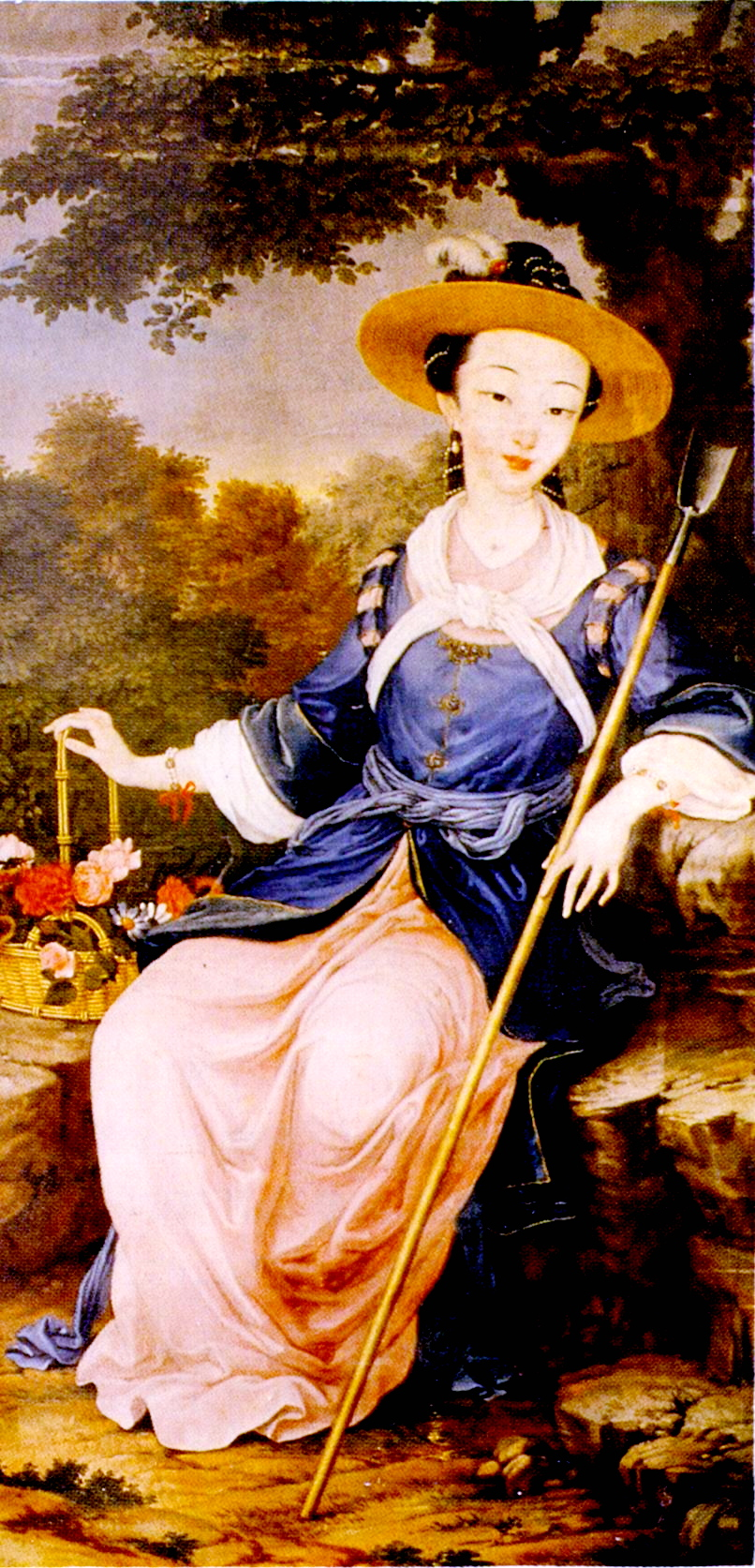
Сянфэй — кашгарская наложница Цяньлуна.

Перед походом в Кашгарию цинская дипломатия провела тщательную подготовку. Местным феодалам (беки) обещались освобождение от власти теократов (ходжи), установление мира и порядка, неприкосновенность господства местной знати над трудовым населением. При этом маньчжуры умело использовали неспособность местных феодалов к централизации и к самозащите от натиска внешних сил, их стремление опереться на внешнего покровителя-арбитра. В этой роли всё чаще выступал маньчжурский богдохан. Хунли умело манипулировал разобщённостью политических сил в Кашгарии, поддерживая «белогорских» ходжей против «черногорских», а хакимов — против тех и других.
«Белогорские» ходжи во главе с Бурхан-эд-Дином и его братом Хан-Ходжой боролись против «черногорских» ходжей, правивших Кашгарией. С помощью маньчжуро-китайских войск «белогорские» ходжи в 1755 году захватили власть в крае, и на ханский престол был возведён Бурхан-эд-Дин. Рассматривая его как своего ставленника и «данника», Хунли потребовал от него «дань» и изъявление покорности. Желая сохранить независимость, Бурхан-эд-Дин и его брат сбросили с себя цинскую опеку и подняли население на борьбу за веру. Хотя на сторону маньчжуров перешли хаким-беки ряда городов, повстанцы в 1757 году разгромили «восьмизнамённые» части, прибывшие в город Кучар. Из покорённой Джунгарии сюда была направлена большая армия во главе с наместником Чжао Хуэем и Ярхашанем. После двухмесячной осады она в 1758 году овладела Кучаром, уничтожив более тысячи человек. В течение трёх месяцев армия Чжао Хуэя осаждала Яркенд, но сама оказалась окружённой под его стенами героически сражавшимися силами Хан-Ходжи и прибывавшими к нему новыми отрядами уйгуров. Они сорвали первую попытку подошедших цинских войск деблокировать Чжао Хуэя. Это с большим трудом удалось лишь со второй попытки в 1759 году. Подход новых цинских подкреплений, подкуп маньчжурами хаким-беков ряда городов и внутренние распри среди уйгурских феодалов во многом свели на нет успехи повстанцев. В 1759 году двумя колоннами завоеватели перешли в наступление, пали города Кашгар и Яркенд. В сражении у озера Яшиль-куль уйгурские войска были разбиты. Под давлением превосходящих сил врага Бурхан-эд-Дин и Хан-Ходжа с частью войск, беженцами и стадами скота отступили ещё дальше на запад, во владения бадахшанского правителя, и были им убиты. К концу 1759 года маньчжурское завоевание Кашгарии завершилось.

### Политика Хунли на завоёванных территориях
Кашгария была поставлена под власть маньчжурского главноуправляющего, подчинявшегося наместнику Джунгарии и Кашгарии. Страна была разделена на шесть округов во главе с маньчжурскими наместниками. В городах и кишлаках власть осталась в руках мусульманских феодалов-беков, помогавших держать в повиновении уйгурское и иное население. Беки получали высшую власть над жителями земель, пожалованных им в наследственное владение. В свою очередь беки контролировались командирами городских гарнизонов и вышестоящими цинскими чиновниками. Уйгурские феодалы верой и правдой служили новым хозяевам, вместе с ними обирая и притесняя мусульманское население. Территория Джунгарии и Кашгарии получили название Синьцзян, то есть «Новая граница», став местом ссылки для противников цинского режима. Обезлюдение Джунгарии тревожило Хунли. Здесь стали размещать маньчжурские и китайские войска из Ганьсу, отряды солонов и дауров из Маньчжурии. В 1764 году в долину Или переселили несколько тысяч сибо. Были созданы маньчжурские военно-земледельческие поселения и китайские военные поселения, а также земледельческие поселения из сосланных сюда уйгуров — участников сопротивления маньчжурскому завоеванию. Сюда переселялись китайцы и дунгане. В 1771 году в Джунгарию с Волги вернулась часть торгоутов. Тем не менее, этот край так и остался малонаселённым.
С гибелью Джунгарского ханства Хунли и последующие богдоханы стали в полном смысле слова хозяевами положения в Халхе. После подавления восстания Цэнгунджаба Хунли продолжал политику подчинения и дробления Монголии. Число хошунов с 74 было доведено до 82. Укреплялась организация военного контроля. Для этого в 1762 году бали учреждены должности маньчжурского наместника с резиденцией в Улясутае (Урга) и двух его соправителей — помощников и советников со ставками в Улясутае и Кобдо; один из них назначался из монголов. Хунли запретил избирать богдо-гэгэна из среды ханских и княжеских семей Халхи. Был установлен порядок избрания и утверждения главы церкви и других высших иерархов, позволяющий отсеивать неугодных Пекину кандидатов. С 1758 года перерождения Богдо-гэгэна находили исключительно в Тибете. Тем самым конфликт Пекина с буддийской церковью был ликвидирован, а власть богдохана укрепилась. Хунли последовательно проводил политику дробления Монголии. К концу XVIII века число княжеств по сравнению с серединой XVII века возросло в 15 раз, с 7 до 105. В итоге росла феодальная раздроблённость, резко сокращались средние размеры княжеств, а ханы и князья всё более утрачивали свои экономические, политические и военные возможности.

### Внутренняя политика империи в зените могущества

#### «Закрытие» Китая
После подчинения Тибета, покорения Джунгарии и Кашгарии, Цинская империя находилась в зените своего могущества. Западные походы 1751, 1757—1759 годов принесли Хунли огромную добычу — в состав империи вошли земли общей площадью до 3 миллионов квадратных километров, что примерно равнялось империи Великих Моголов в Индии. В середине XVIII века Цинская империя была самым крупным и сильным государством Восточной Азии; Пекин был больше тогдашнего Парижа. Хунли ощущал себя чуть ли не властелином всего мира. Эйфория собственного могущества надолго стала главным фактором, определявшим внутреннюю и внешнюю политику Цинской империи во второй половине XVIII века. Ощущение всесилия внутри и вовне империи привело к дальнейшему усилению изоляции Китая от внешнего мира — к «закрытию» империи для «заморских варваров».
Цинские правители освоили опыт китайской истории. Они знали, что ослабление очередной династии всегда сопровождалось нарастанием угрозы извне, а внутренние смуты в конце правления обречённой династии использовались внешними силами для захвата власти в Китае, как это сделали сами маньчжуры. Исходя из минского опыта, Сюанье, Иньчжэнь и Хунли опасались, что внешняя угроза может совпасть с массовым движением китайцев против власти завоевателей. Маньчжуры и преданные им китайские сановники помнили, что пришельцы из далёких европейских, по их мнению — маленьких и слабых, «варварских» стран вмешались в своё время в борьбу между минской и цинской династиями. Во избежание возможной кризисной ситуации Пекин решил «закрыть» империю для этих «варваров», хотя эта мера предосторожности лишала правительство большей части таможенных сборов от морской торговли.
«Закрытие» Китая представляло собой растянутый во времени политический процесс, рассчитанный на то, чтобы предотвратить складывание за рубежом сильной антиманьчжурской коалиции. Китайским купцам не разрешалось строить большие корабли, плавать на иностранных судах, общаться с «заморскими варварами» и изучать их языки. Два последних запрета не распространялись лишь на купцов из гильдии «Гунхан». Обычный въезд иностранцев был запрещён, жёстко контролировалось прибытие купцов и дипломатов. Караванная торговля с Россией через монгольские степи строго регламентировалась. Политика изоляции страны от внешнего мира виделась цинским императорам как одно из средств самосохранения.
В 1757 году была запрещена иностранная торговля во всех портах, кроме Гуанчжоу. Даже здесь европейцам не разрешалось селиться в пределах городской черты. Им запрещалось изучать китайский язык, а китайцев, обучающих «заморских варваров», казнили. Нельзя было переселяться на прибрежные острова и распахивать там целину; нарушителей возвращали на материк, а их дома сжигали. В 1787 году было специально запрещено заселение островов у побережья провинции Чжэцзян.

#### Цензура
Что касается 

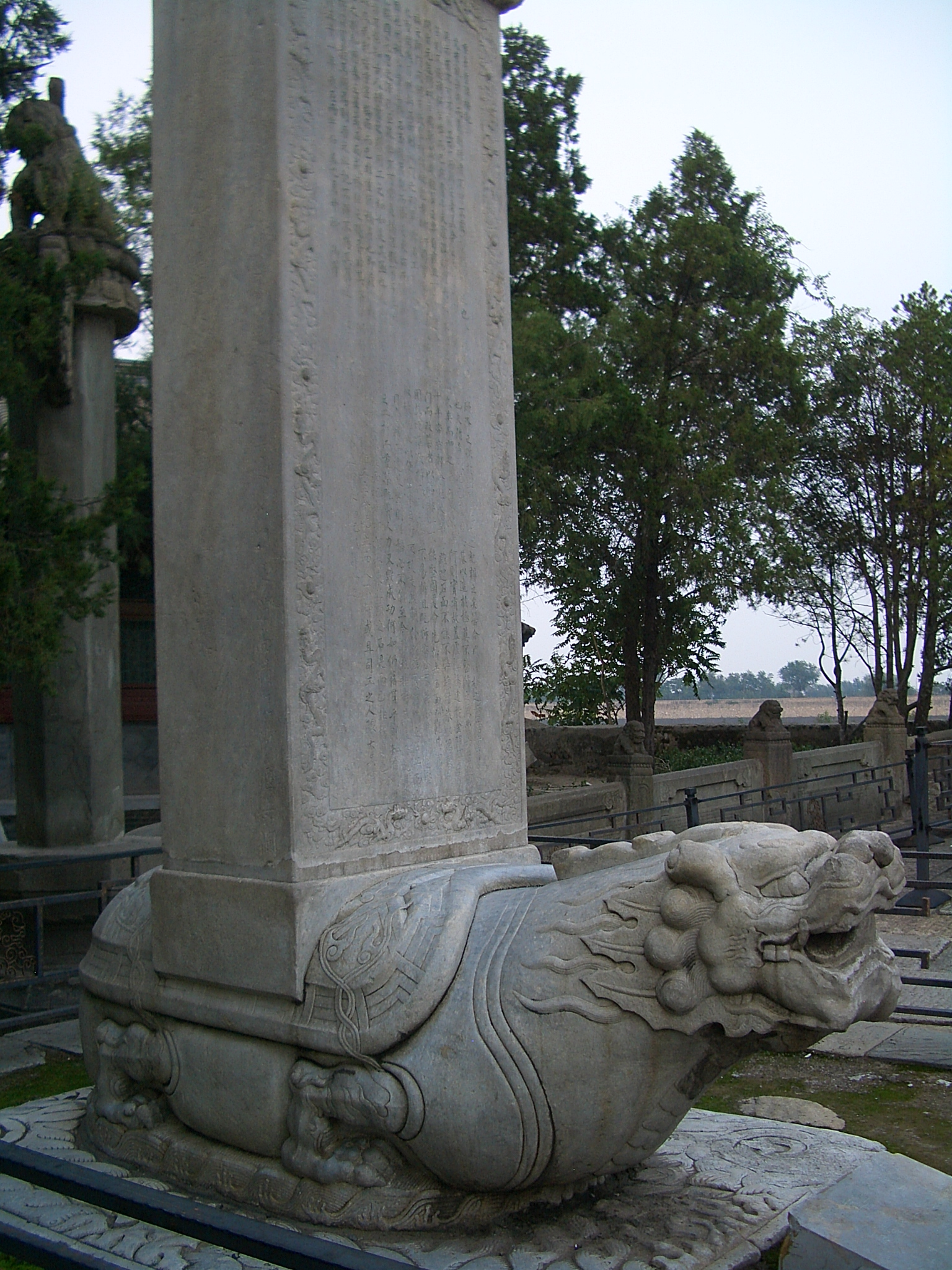
Стела в честь перестройки моста Марко Поло императором Цяньлуном

внутренней политики Хунли, то эйфория могущества привела к резкому усилению «литературной инквизиции» с её кострами и казнями. Ещё более ужесточились прежние интеллектуальные запреты. В книгах нельзя было упоминать личные имена маньчжурских правителей (это означало непризнание их императорами Китая), нападать на цинский режим. Воспрещалось критиковать некитайские династии (Ляо, Цзинь, Юань), как родственные Цин, упоминать политические союзы и группировки конца Мин («Дунлинь», «Фушэ», «Цзишэ»), а также крамольных авторов. Нельзя было писать о защите границ от кочевников (гуннов, киданей, тангутов, чжурчжэней и монголов), по-своему трактовать конфуцианские каноны, выступать против неоконфуцианской ортодоксии братьев Чэн и Чжу Си. Произведения, содержащие такую «крамолу», подлежали полному или частичному уничтожению (во втором случае из них изымались опасные главы или части). С 1774 по 1784 годы полному запрещению подверглись более 2,3 тысяч изданий, а частичному — 342. Сожжение их в 1774—1782 годах происходило 24 раза: в костёр были брошены почти 14 тысяч книг. Запрещённые издания под страхом тяжких наказаний отбирались у населения и уничтожались. Ослушавшихся ожидала смертная казнь. Кроме того, в правление Хунли составлялись огромные списки книг, «не заслуживающих внимания», но не подлежащих сожжению. Занесённые в них произведения не рекомендовалось ни изучать, ни издавать, ни использовать при преподавании.
Власти и специальный штат чиновников-цензоров особенно рьяно выискивали и уничтожали неофициальные труды по истории, составленные по инициативе частных лиц и часто содержавшие антиманьчжурские высказывания. Сжигалась бытовая художественная проза; романы, новеллы и повести реалистического направления объявлялись «непристойными». Вместо них населению навязывались «сельские собеседования», о повышении эффективности которых Хунли трижды издавал специальные указы. Была запрещена публикация «развратных романов», в том числе таких замечательных произведений, как «Речные заводи» и «Цзинь, Пин, Мэй». «Аморальными» были признаны многие фольклорные материалы, новеллы и повести бытового жанра. Всячески дискриминировались книги буддийского и даосского канонов, было разрешено переиздавать только 2 % таких сочинений.
Ужесточались судебные процессы над литераторами. Поэтов казнили за строки, содержащие антицинские намёки, за написание грустных стихов, что связывалось с падением Мин. Со времён Сюанье до 1772 года было организовано 12 больших «литературных» судебных разбирательств. В результате были уничтожены целые семьи шэньши, попавших под подозрение в нелояльности. Так, в 1777 году составитель поэтической антологии Ван Сихоу был казнён за нарушение табу на личные имена императоров. Его ближайших родственников бросили в тюрьму, а сыновей и внуков превратили в рабов. По меткому выражению писателя-демократа Лу Синя, наступила «тюрьма письменности», свободная мысль была посажена за решётку. Карательные акции Хунли, считавшего себя «просвещённым монархом», нанесли огромный урон науке и культуре Китая.

#### Книгоиздательство
В то же время при Хунли ещё больший размах получили «общественные работы», в которые были вовлечены несколько тысяч китайских учёных и шэньши. Их усилиями были созданы новые энциклопедии — «Цин тунчжи» («Цинский исторический свод»), «Цин вэньсянь тункао» («Цинское исследование древних текстов»), «Цин тундянь» («Цинский политический свод») и «Тунцзянь цзилань» («Историческая хроника Китая»). Особенно внушительным было знаменитое переиздание книг императорской библиотеки «Сыку цюаньшу» («Полное собрание книг по четырём разделам»). Десять лет (1772—1782) длилась работа огромного коллектива учёных и литераторов по составлению этого грандиозного компилятивного свода текстов. Его копии были разосланы в ряд публичных библиотек, созданных Хунли для учёных, литераторов и шэньши. Кроме того, по его приказу составлялись дополнения к энциклопедиям предшествовавших эпох — «Сюй тунчжи» («Продолжение исторического свода»), «Сюй вэньсянь тункао» («Продолжение исследования древних текстов») и «Сюй тундянь» («Продолжение политического свода»). Крайне важная для культурного наследия, эта гигантская деятельность сопровождалась всё теми же цензурными и фальсификаторскими сокращениями, подчисткой и переиначиванием неугодных династии Цин мест в текстах и верноподданническим освещением исторических событий. 

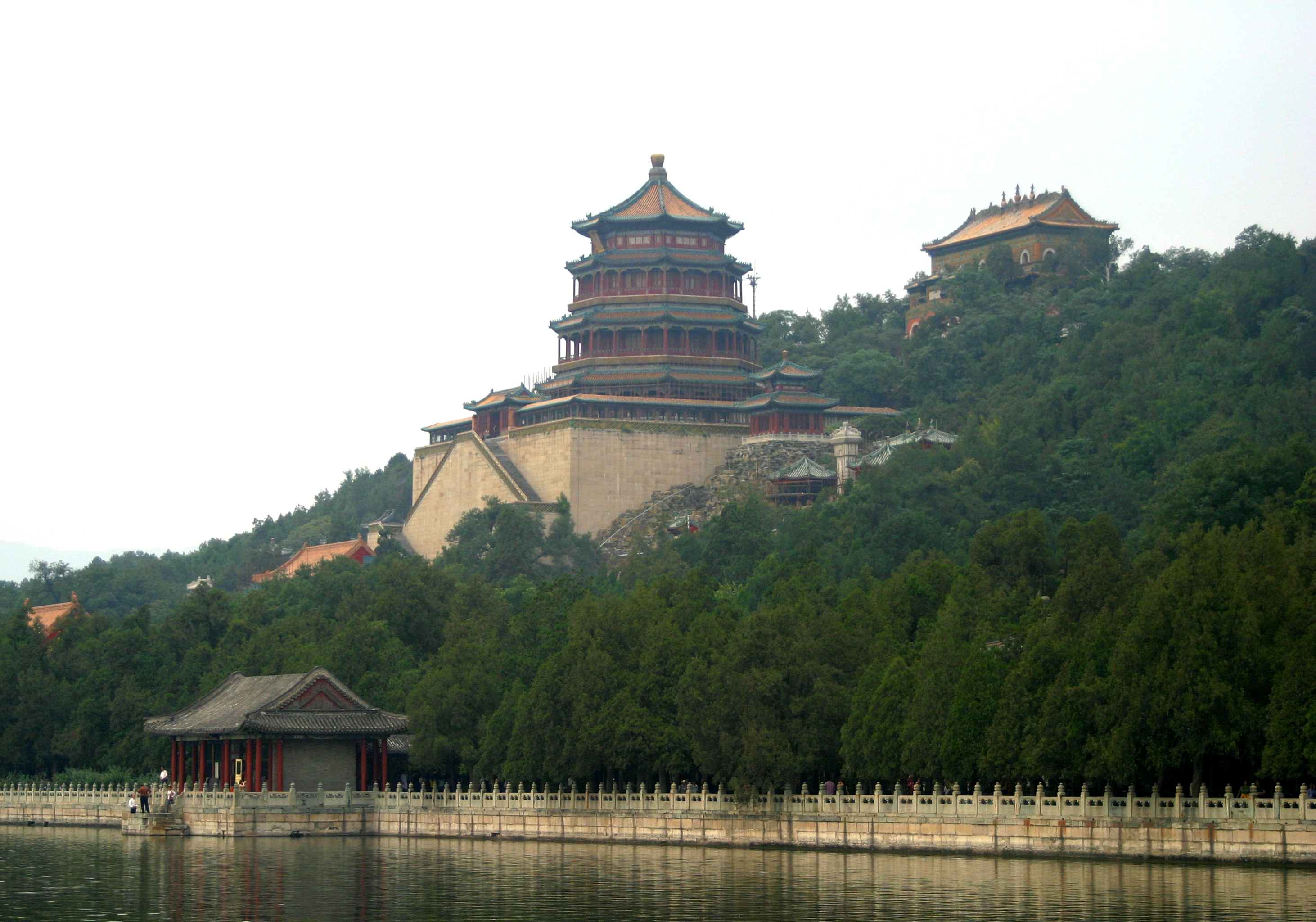
Летний дворец императора Цяньлуна.

#### Кадровая политика
Всё это, естественно, влияло и на систему подготовки и отбора кандидатов в сословие шэньши. При Хунли деградация традиционной экзаменационной системы достигла предела. До 1757 года от периодов Тан, Сун и Мин ещё сохранялись остатки требований к будущим шэньши и чиновникам в практических вопросах их дальнейшей административной деятельности, но с 1757 года они были отброшены. Победили догматизм, начётничество и крайняя оторванность от практических нужд будущей служебной карьеры. Многолетняя подготовка к такого рода экзаменам могла быть заменена протекцией, связями, взятками экзаменаторам. Быстро распространялась покупка учёной степени, то есть получение её без экзаменов. В 1745 году более четверти вновь назначенных уездных начальников купили учёную степень, а общее число таких чиновников немногим уступало получившим её через экзамены. По сравнению со своими предшественниками на троне, Хунли более широко привлекал преданную завоевателям бюрократию из числа китайцев к делам высших эшелонов власти; к началу XIX века китайцы-чиновники уже преобладали в государственном аппарате, а их роль в делах управления заметно возросла.

#### Пропагандистская поддержка внешней агрессии
Западные походы и территориальные захваты 1750-х резко усилили мироустроительные претензии Хунли. Следуя во всём примеру своего деда Сюанье, он претендовал не только на реноме образцового конфуцианского правителя, но и прославленного воина. После завоевания Джунгарии и Кашгарии он широко разглагольствовал о своей «безупречной военной доблести», хотя его военные успехи объяснялись прежде всего предварительным разложением вражеского лагеря и особенно разжиганием внутренней розни. Тем не менее поразительные успехи 1750-х годов породили у Хунли представление о своей армии как о всепобеждающей силе. Ощущая себя всемогущим владыкой и господином всего мира, он охотно склонялся к новым войнам и походам против южных соседних стран — Мьянмы и Вьетнама.

### Поход в Мьянму
Предлогом для войны с Мьянмой (Авским государством) послужил пограничный конфликт, вызванный маньчжурским вмешательством во внутренние дела соседней страны. Власти провинции Юньнань дважды посылали войска против мьянманцев, а последние, в свою очередь, вторгались в Юньнань. В 1768 году в Мьянму двинулась 40-тысячная цинская армия под командованием Минжуя, получившего приказ Хунли захватить мьянманскую столицу — город Аву. Не дойдя до неё, китайское войско попало в тяжёлое положение: мьянманцы, отрезав его от Юньнани, обрекли наступавших на голод. Захватчики отступили с большими потерями, а сам Минжуй повесился. В 1769 году состоялся второй поход в Мьянму. На этот раз 60-тысячная армия наступала из Китая тремя колоннами. Одна двигалась по реке Иравади, в две — по суше. Ими командовали Фу Хэн, Агуй и Алигунь.
Жестокие бои развернулись в районе реки Иравади. Наступавшие пытались захватить город Аву со стороны города Бамо, но вновь потерпели неудачу. Однако начавшаяся война Сиама с Мьянмой оказалась для маньчжуров спасительной, ибо мьянманский правитель предложил заключить мир. По договору 1769 года обе стороны очищали занятые ими территории, цинская армия до отхода на границу должна была переплавить все свои пушки, а Мьянма символически признавала себя «данником» Цинской империи. Хунли был взбешён провалом своих завоевательных замыслов, и запретил торговлю с Мьянмой. В 1787—1788 годах китайско-мьянманские отношения и торговля постепенно нормализовались. В последующем цинские императоры довольствовались прибытием раз в 10 лет в Пекин мьянманских послов с «данью». Несмотря на явную неудачу в войне с Мьянмой, мощь Цинской империи по-прежнему производила большое впечатление на соседей. Так, Рама I (правитель Сиама, пришедший к власти в 1782 году), искал поддержки Хунли в своей войне против Мьянмы. В 1786 году он сам прислал послов в Пекин, чтобы и его причислили к «данникам» Цинской империи.

### Поход во Вьетнам
В конце 1780-х годов Хунли представилась возможность покорить северную часть Вьетнама. В ходе восстания (1771—1802) тэйшоны создали своё государство в центральной и южной части страны, и боролись за овладение северной. В 1787 году, во время похода тэйшонов на север, император Аннама Ле Тьеу Тхонг бежал в Китай с просьбой о помощи. Воспользовавшись этим, Хунли в 1788 году направил во Вьетнам огромную армию из провинций Юньнань, Гуанси, Гуандун и Гуйчжоу. 200 тысяч солдат двигались тремя колоннами под общим командованием наместника Лянгуана Сун Шии. Используя своё численное превосходство, цинские войска одержали над тэйшонами ряд побед. В крупном сражении на реке Тхонг вьетнамцы потерпели тяжёлое поражение. Почти не встречая сопротивления, цинская армия вошла в столицу Аннама — Тханглонг (Ханой). Здесь Сун Шии вручил императору Ле инвеституру. Вокруг столицы была создана линия укреплений. В лагере отступивших южнее тэйшонов Нгуен Хюэ провозгласил себя императором, взяв имя «Куанг Чунг». Он создал мобильную и дееспособную армию, усиленную флотом, кавалерией и боевыми слонами. В 1789 году стремительно наступавшие воины Куанг Чунга ворвались в столицу.
Захватчики оставили Тханглонг и, вместе с Сун Шии и императором Ле, бежали. В бою под деревней Донгда были наголову разгромлены китайские войска Чжан Идуна, потерявшие 10 тысяч солдат. Отступавшие из Тханглонга к границе цинские отряды были почти полностью уничтожены. Для восстановления своего престижа Хунли мобилизовал войска во главе с Фукананем. Отдавая себе отчёт в неравенстве сил, Куанг Чунг возвратил всех пленных, предложил установить добрососедские отношения, и в 1789 году послал в Пекин посольство с дарами. Хунли был вынужден признать Куанг Чунга правителем Дайвьета (Аннама), а бывшего императора Ле поселить под Пекином. Был восстановлен существовавший уже давно статус Аннама как «данника» Цинской империи. Таким образом, попытка Хунли покорить южного соседа фактически закончилась провалом. Зная, как важна для китайских императоров внешняя сторона дела, Куанг Чунг лично прибыл в Пекин в 1790 году, чтобы поздравить Хунли с его восьмидесятилетием.

### Переход к стагнации
Провал завоевательных войн против Мьянмы и Вьетнама свидетельствовал о несоответствии внешнего величия и показной мощи Срединной империи её внутреннему состоянию. С 70-х годов XVIII века началось загнивание маньчжурского режима и его ослабление под ударами нараставших восстаний крестьян и национальных меньшинств. Внешний блеск деяний Хунли и эры правления «Цяньлун» лишь прикрывал начало внутреннего упадка Цинской империи. Происходило дальнейшее ослабление «знамённого» сословия за счёт утраты им своих земель. Росла коррупция в чиновничьей среде, увеличилась налоговая эксплуатация населения. Его численный рост обгонял рост пахотных земель, в результате чего уменьшались размеры среднедушевого крестьянского надела. Усиливалась прослойка бедняков, пауперов и люмпенов. Обострение социальной ситуации шло параллельно нарастанию межнациональных противоречий.
В Цинской империи процветала национальная и религиозная дискриминация. Китайцы не из числа «восьмизнамённых» долгое время не допускались в верхние эшелоны власти. Китайским мусульманам (хуэйцзу) был закрыт доступ в среду штатской бюрократии — их принимали только на военную службу. Представителей национальных меньшинств Юго-Запада рассматривали как «варваров» и на государственную службу не принимали вообще. Специфическая религиозная политика Сюанье, Иньчжэня и особенно Хунли при всей её официально рекламируемой веротерпимости создавала в империи дополнительную политическую напряжённость. Ревностное укрепление конфуцианства цинскими императорами привело к необъявленному, но ощутимому наступлению на иные религии, к падению престижа буддизма и даосизма. Цинская династия отказывалась признавать религиозные прерогативы даосов. Если «оседлое», то есть монастырское, духовенство буддистов и даосов охранялось властями, то отношение к бродячим буддийским монахам и даосским проповедникам оставалось явно негативным.
Бродячих буддистов и даосов относили к «подлому люду»и противопоставляли «оседлым», то есть монастырским. С близостью этих «нищих» монахов к простым труженикам был связан их оппозиционный настрой и участие в народных восстаниях, что, в свою очередь, усиливало негативное отношение властей к такого рода монахам.
Особую неприязнь официальный Пекин питал к исламу. Поскольку мусульмане часто выступали против маньчжуров, цинские императоры рядом мер ограничивали свободу их вероисповедания. Хунли запретил постройку новых мечетей и паломничество в Мекку. Следуя традиционному курсу китайских императоров «править варварами руками других варваров», маньчжуры всячески разжигали национальную рознь, умело подогревая и используя противоречия между различными религиями. В северо-западных районах империи цинские власти насаждали вражду между китайцами и мусульманами, между монголами и ханьцами, между мусульманами и монголами. Особенно успешно власти натравливали ханьцев-кофуцианцев на мусульман, монголов-буддистов на приверженцев ислама. Тем самым императоры сохраняли контроль над ними и укрепляли свою власть.

### Возвышение Хэшэня
Постепенное загнивание маньчжурского режима сопровождалось деградацией правящей верхушки. По мере приближения Хунли к семидесятилетнему возрасту реальная власть в стране всё больше переходила в руки его могущественного фаворита Хэшэня. Этот молодой маньчжур сделал головокружительную карьеру от сюцая и императорского телохранителя до фактического правителя государства. В 1776 году он уже стал главой Дворцового управления и был введён во Внутренний секретариат и Военный совет (членом которого состоял почти четверть века), а в 1786 году занял пост канцлера (дасюэши). В 1790 году, женив своего сына на дочери императора и став его родственником, Хэшэнь обрёл всесилие. Временами он занимал до двадцати различных высоких постов и доходных должностей. Хунли постоянно осыпал его милостями. Специально для него в Чжуннаньхае — за западной стеной Запретного города — был построен роскошный дворец, который обслуживали тысяча слуг. В руки фаворита стекались несметные богатства, усиливая и без того его невероятную алчность.
Хэшэнь держал в своих руках как столичную, так и провинциальную бюрократию. Вокруг него сложилась целая клика его родственников, ставленников и сторонников — таких, как Фуканъань, Би Юань и др. Хэшэнь и его окружение, используя своё служебное положение, торговали титулами, должностями, почётными и учёными званиями, занимались взяточничеством, присваивали государственное имущество, расхищали казённые средства и творили произвол. Они повсюду насаждали своих приверженцев, расправлялись с теми, кто подавал жалобы на них или обличал их преступления в докладах императору. Всё это оказывало крайне разлагающее влияние на государственный аппарат. Чиновничество на всех уровнях, как могло, подражало всесильному временщику. Сановники, придворные и высшая бюрократия стремились снискать его расположение крайне дорогими подарками, а иных он и не брал. Из драгоценностей, присылавшихся в Пекин из соседних стран в качестве «дани», а также подношений императору от наместников и губернаторов провинций, Хэшэнь отбирал самое лучшее. Безмерная жадность толкала его даже на ростовщичество. Ему принадлежали 117 меняльных контор и ломбардов с общим капиталом 70 миллионов лянов. Его богатства превышали ценности императорского дворца. Только одно его движимое имущество, без земли и дворцов, оценивалось в 80 миллионов лянов. Он владел более 800 тысяч му земли. Стоимость всего его имущества примерно равнялась доходу казны за восемь лет.
Всесилие Хэшэня укреплялось по мере отхода престарелого богдохана от дел, особенно после внесения им изменений в систему передачи власти. До этого даже самые близкие к императору люди вплоть до самой его смерти не знали имени преемника. Хунли же установил официальный институт наследника (тайцзы), объявляемого ещё при жизни Сына Неба.

### Поход в Тибет и Непал
В 1788 году непальские гуркхи вторглись в Тибет. Будучи не в силах отразить вторжение самостоятельно, Тибет обратился за помощью к своему сюзерену — Цинской империи. Цинская армия под руководством Фуканъаня не только выбила гуркхов из Тибета, но и дошла до Катманду. По заключённому в 1792 году договору непальский правитель обязался не нарушать границ Тибета, вернуть награбленное, и признал себя «данником» Цинской империи. Поход в Тибет и Непал, обошедшийся казне в 6 миллионов лянов, существенно обострил внутренние трудности империи.
Победу над Непалом в 1792 году Хунли и Хэшэнь использовали для укрепления в Тибете маньчжурского влияния. Цинские наместники получили право участвовать в назначении и смещении министров и чиновников, в контроле над финансами и инспектировании границ. Внешние связи Тибета в большой мере также оказались в руках цинских наместников. Резко увеличилась численность гарнизонов, состоявших из монгольских, маньчжурских и китайских частей. Влияние маньчжуров в Тибете достигло исторического максимума. Опасаясь иностранного, прежде всего английского, влияния в Тибете, цинские императоры осуществляли политику его изоляции от внешнего мира.

### Посольство Дж. Маккартни

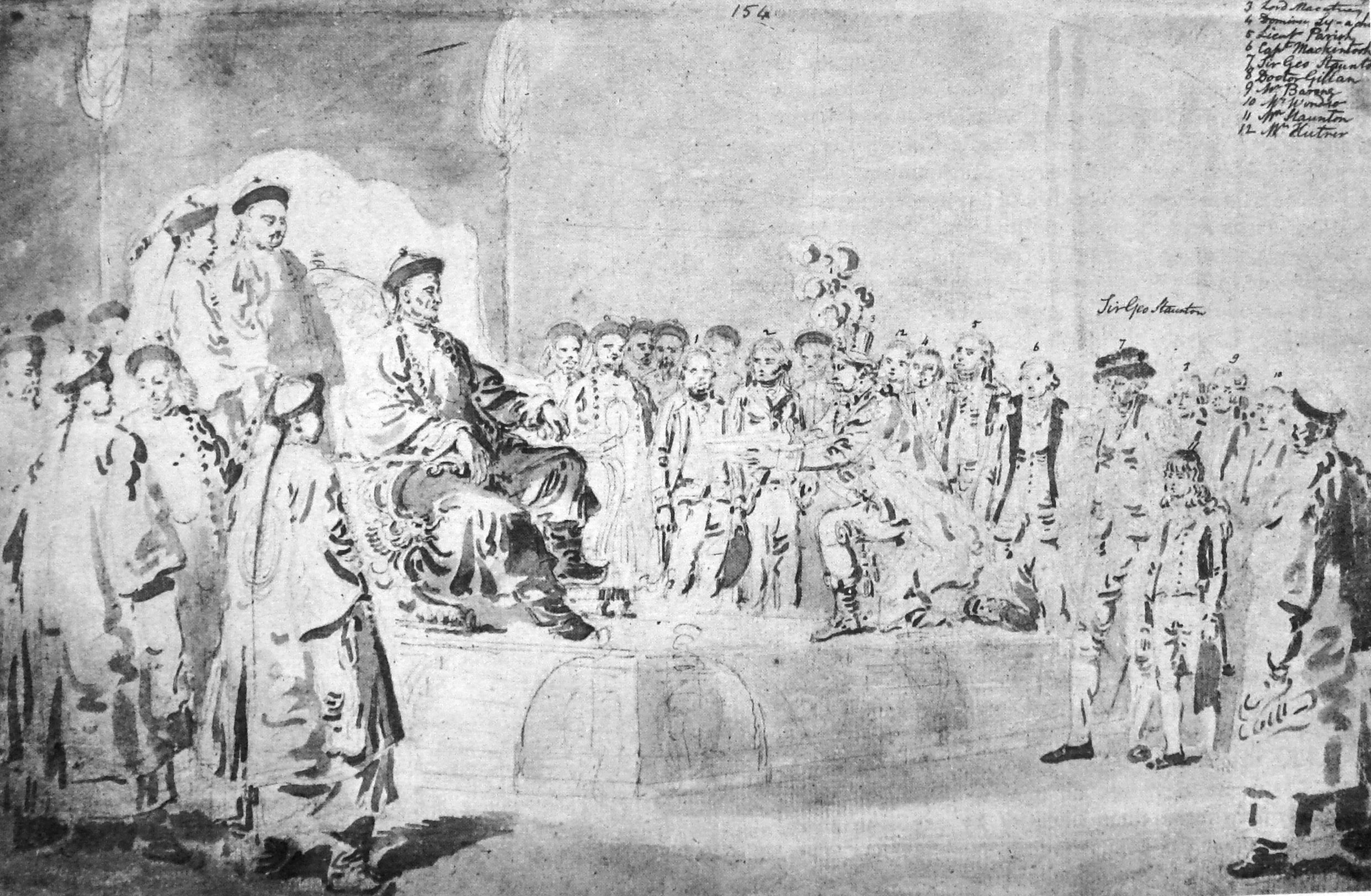
Приём Маккартнэя при дворе Цяньлуна

В конце XVIII века «закрытие» Цинской империи для внешней торговли стало препятствием для быстро усиливавшейся экономической и колониальной экспансии Англии. Вступив с 1760-х годов в стадию промышленного переворота, последняя искала пути для открытия рынков стран Востока и сбыта своих товаров. Стремясь пробить брешь в системе изоляции Китая, правительство У. Питта под нажимом торгово-промышленных кругов в 1792 году направило в Пекин посольство Дж. Макартни. Он должен был добиться открытия для британской торговли ряда портов, создания складских пунктов, учреждения дипломатического или торгового представительства Англии в столице Цинской империи и отмены некоторых ограничений на торговлю и передвижение англичан в Китае. В провинции Жэхэ и в Пекине Дж. Маккартнэя в 1793 году приняли как посла далёкого и маленького «варварского» государства — очередного «данника» богдохана. Хунли и Хэшэнь отказались вести переговоры с послом и отвергли все письменные требования англичан. Миссия Маккартнэя окончилась в 1794 году безрезультатно. Пекинские правители всё ещё ощущали себя вершителями судеб мира, а свою империю — центром Вселенной, перед которой должны были трепетать как азиатские «данники», так и «английские варвары».

### Рост влияния тайных обществ
С 1685 по 1792 года маньчжурские императоры вели 11 войн, продолжавшихся в общей сложности 50 лет. С 1721 по 1795 годы в Китае произошло 12 крупных восстаний, подавление которых потребовало почти 30 лет. Внешние и внутренние военные действия зачастую протекали одновременно. Они вели к росту налогов, к экстренным поборам, мобилизации крестьян для отбывания транспортной и иных повинностей.
За сто лет после окончательного завоевания Китая маньчжурами население страны увеличилось примерно втрое, а площадь обрабатываемых земель, занесённых в кадастры, только на две трети. В итоге обрабатываемая площадь земли на душу населения сократилась почти на 30 %. Как следствие резко обострилась продовольственная проблема, снизился жизненный уровень населения. В результате к концу XVIII века стала быстро расти масса бедняков, разорённых крестьян. Города, селения, торговые и ремесленные центры, дороги и базары наполнялись безработными, нищими, бродягами, беженцами из районов стихийных бедствий и военных действий. Тысячи снявшихся с мест, бредущие по дорогам толпы голодных и опустившихся людей, которым нечего было терять и которые были способны на всё, служили горючим материалом для социального взрыва. Обострение социальной ситуации активизировало антиманьчжурские настроения. Национальное патриотическое движение стало соединяться с социальным недовольством. В результате второе дыхание приобрела деятельность такого традиционного института китайского социума, как тайные общества (хуэйдан).
Власти жестоко преследовали тайные общества. Населению под страхом смертной казни запрещалось вступать в них. Тем не менее число их членов, их новых ответвлений и ячеек, их территориальный охват и авторитет у населения непрерывно росли.
В 1770-х годах в Северном Китае активизировались различные ответвления секты «Белого лотоса» (Байлянь цзяо). Одно из них — секта «Белого солнца» (Байян цзяо) — в 1774 году организовало восстание в провинции Шаньдун. Повстанцы захватили ряд окружных и уездных центров, главный город области Дунчан, осадили и взяли город Линьцин на Великом канале, блокировав маньчжурский гарнизон. Тем самым повстанцы перекрыли подвоз с юга продовольствия в Пекин. Крайне встревоженный Хунли приказал стянуть сюда из разных провинций отборные войска. Возглавляемые канцлером Шухэжэ, они разгромили повстанцев вблизи Линьцина и ворвались в город. Чтобы не попасть в руки карателей, основные руководители восстания сами сожгли себя в подожжённом доме; прочих руководителей восстания увезли в Пекин и там казнили. В провинции Шаньдун было казнено свыше тысячи пленных.
В 1775 году другое ответвление «Белого лотоса» — секта «Красного солнца» (Хунъян цзяо) — активизировало свою деятельность в окрестностях Пекина и в Мукдене. Арестовав руководителей секты и многих её членов, власти сумели предотвратить нараставшую опасность. В 1786 году ещё одно ответвление «Белого лотоса» — секта «Восемь триграмм» (Багуа цзяо) — подняла восстание в области Дамин провинции Чжили. Захватив областной центр и перебив чиновников, повстанцы выдвинули лозунг свержения династии Цин, но потерпели поражение. В 1788 году властям удалось при помощи арестов сорвать подготовку восстания этой секты в районе, лежавшем на границе провинций Шэньси и Хэнань. В течение двух последующих лет здесь шли аресты её членов.
В конце 1780-х годов из-за тяжести налогового гнёта и чиновничьего произвола обострилась обстановка на Тайване. Большим влиянием здесь пользовалось «Общество Неба и Земли», действовавшее в Фуцзяни. Когда в 1787 году против главы основателя отделения этого общества на Тайване был послан карательный отряд, он был разгромлен повстанцами, которые захватили ряд административных центров. В руках повстанцев оказалась почти вся западная часть Тайваня. Повстанцы создали свой госаппарат, состоявший из членов тайного общества, провозгласили восстановление порядков и обычаев династии Мин. Однако они не смогли взять главный город — Тайваньфу (Тайнань). Когда на остров с материка прибыло два отряда карателей — повстанцы сняли осаду Тайваньфу и, отступив вглубь острова, стали укреплять свои силы. С материка карателям также непрерывно прибывали подкрепления, и к концу 1787 года на острове действовала 100-тысячная армия из «знамённых» частей и отборных войск семи провинций. Ею командовал Фуканань. В следующем году основные группировки повстанцев были разгромлены, их руководители схвачены, отправлены в клетках в Пекин и там казнены. Стремясь укрепить своё положение на Тайване, маньчжуры в 1792 году специально внесли в Уголовный кодекс империи «Дайцин люйли» строжайший запрет на деятельность «Общества Неба и Земли». Принадлежность к нему каралась смертной казнью или пожизненной ссылкой.

### Завершение покорения Юго-Западного Китая

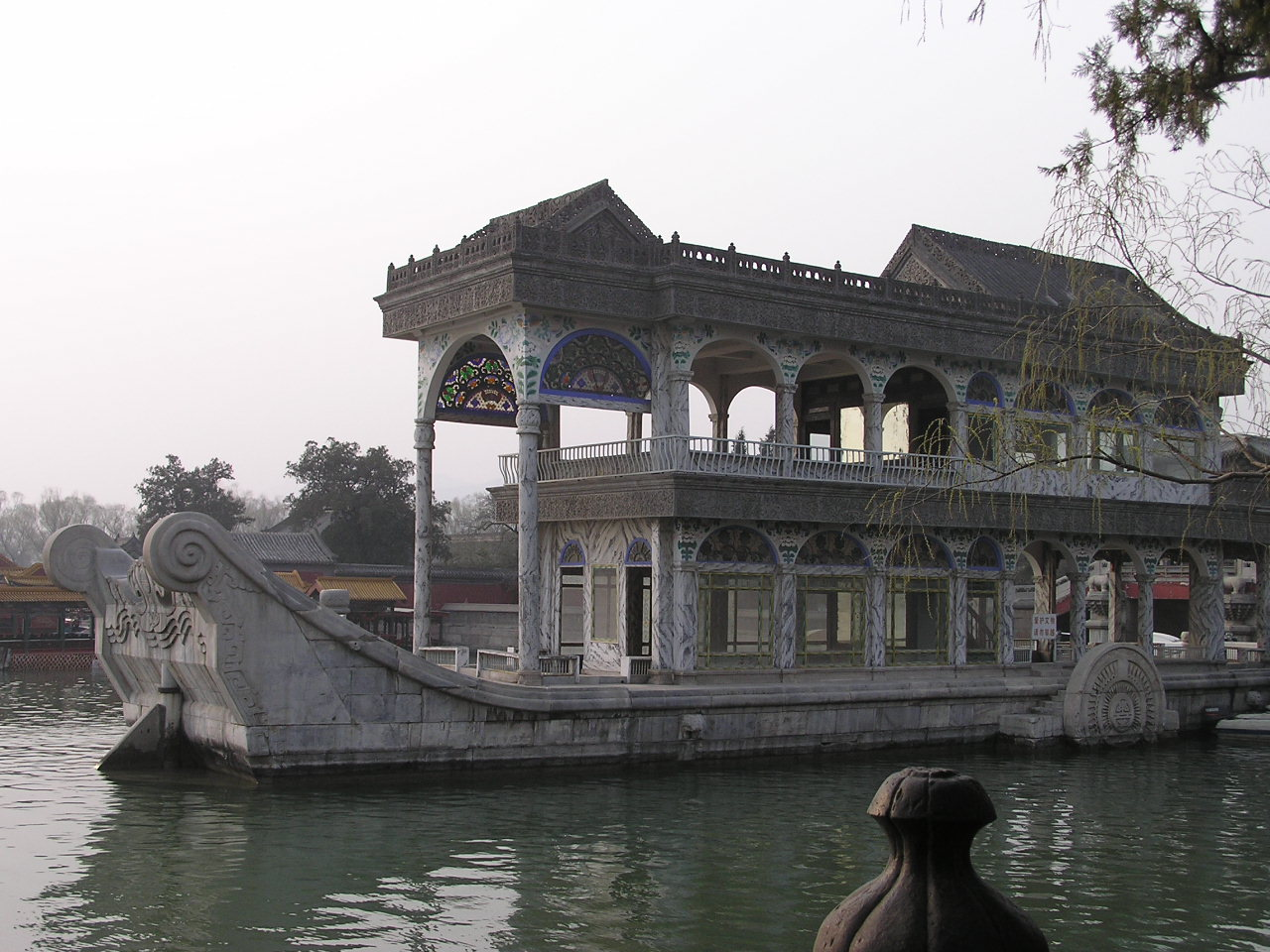
Мраморная ладья императора Цяньлуна.

«Второе маньчжурское завоевание» неханьских районов Юго-Западного Китая привело к потере земель местными народностями. Их земли усиленно захватывали китайские чиновники, помещики и переселенцы. Обезземеливание сопровождалось произволом властей и ростовщической эксплуатацией. В этой накалённой обстановке в 1795 году в области Тунжэнь провинции Гуйчжоу и в соседней провинции Хунань восстали мяо. Под лозунгом «изгнать пришельцев и вернуть исконные земли» мяо в короткий срок свергли цинскую власть в обширном регионе на стыке провинций Гуйчжоу, Хунань и Сычуань. В прилегающих к нему областях маньчжуры ввели военное положение и приступили к массовым арестам мяо. Помимо войск трёх провинций, против восставших были двинуты отборные части из провинций Юньнань и Хубэй. Однако в 1796 году повстанцы стойко держались против огромной армии Фукананя. После его смерти цинские военачальники, не имея возможности справиться со своей задачей, просили Хэшэня пойти на уступки мяо. Отклонив их просьбу, правительство двинуло в Хунань новые подкрепления. Три месяца шли ожесточённые бои за овладение главной базой повстанцев. К началу 1797 года с повстанцами было покончено. Чтобы разрядить обстановку, власти возвратили мяо какую-то часть отнятых у них земель, но главные причины, вызвавшие восстание 1795—1797 годов, не были устранены.

### Отречение Хунли
В феврале 1796 года, на шестидесятом году своего правления, в возрасте 85 лет император Хунли отрёкся от престола. Считая для себя непозволительным править дольше, чем его великий дед Сюанье, Хунли передал власть своему пятнадцатому сыну Юнъяню. Новый император получил вместе с троном в наследство от отца его всемогущего фаворита Хэшэня.  Хунли несмотря на отречение сохранял реальную власть, Юнъянь был вынужден терпеть его любимца. Хэшэнь ещё в течение трёх лет — вплоть до смерти экс-императора в 1799 году — сохранял в своих руках управление всеми делами государства.
Скончался на 88-м году жизни 7 февраля 1799 года в Пекине.